# Пределуц
Пределуц (рум. Predeluț) — село у повіті Брашов в Румунії. Входить до складу комуни Бран.
Село розташоване на відстані 134 км на північний захід від Бухареста, 23 км на південний захід від Брашова.

## Населення
За даними перепису населення 2002 року у селі проживали 919 осіб, з них 917 осіб (99,8%) румунів. Рідною мовою 918 осіб (99,9%) назвали румунську.